# Carl Schlechter

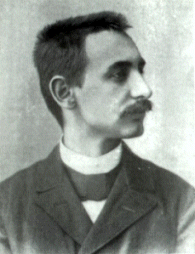
Carl Schlechter foto Levitt

Carl Schlechter (Wenen, 2 maart 1874 – Boedapest, 27 december 1918) was een Oostenrijks schaker en grootmeester. Toen hij goed kon schaken, stopte hij met zijn studie en probeerde hij met schaken de kost te verdienen. Hij heeft dan ook een groot aantal toernooien met veel succes meegespeeld. In 1905 eindigde hij als eerste in het toernooi om het kampioenschap van Oostenrijk-Hongarije en een jaar later werd hij eerste in een sterk toernooi te Oostende. Hij was een tijdgenoot van Semion Alapin, Harry Pillsbury en Emanuel Lasker, welke laatste hij uitdaagde voor een match van dertig partijen om het wereldkampioenschap.
Er werden tien partijen gespeeld, waarbij ze gelijk eindigden, daarna was het geld op en er konden geen sponsors gevonden worden. Schlechter volgde Wilhelm Steinitz met zijn positiespel en hij hield zich consequent aan de regel: val nooit aan voordat je ontwikkeld bent!
Rudolf Spielmann heeft een boek over Schlechter geschreven.

## Schlechter variant
| 8 | rd                |    | bd | qd | kd | bd | nd | rd |
| 7 | pd                | pd |    | nd |    | pd | pd | pd |
| 6 |                   |    | pd | pd |    |    |    |    |
| 5 |                   |    |    |    | pd |    |    |    |
| 4 |                   |    | bl | pl | pl |    |    |    |
| 3 |                   |    | nl |    |    | nl |    |    |
| 2 | pl                | pl | pl |    |    | pl | pl | pl |
| 1 | rl                |    | bl | ql | kl |    |    | rl |
|   | a                 | b  | c  | d  | e  | f  | g  | h  |
|   | Schlechtervariant |    |    |    |    |    |    |    |

Schlechter heeft een fors aantal openingen geanalyseerd en een aantal varianten benoemd. Een hiervan is de Schlechtervariant in de schaakopening Philidor: 1.e4 e5 2.Pf3 d6 3.d4 Pd7 4.Lc4 c6 5.Pc3